# Goodbye, Mr. Chips (1969)
Goodbye, Mr. Chips ist eine in zahlreiche Musiknummern eingebettete, britisch-amerikanische Neuverfilmung des gleichnamigen Romans (1933/34) von James Hilton durch Herbert Ross mit Peter O’Toole in der Titelrolle und Petula Clark in der weiblichen Hauptrolle.

## Handlung
Arthur Chipping, den alle nur kurz „Mr. Chips“ nennen, unterrichtet als zwar schüchterner und stocksteifer aber auch engagierter Lehrer Latein an der Brookfield Public School in England. Mit einigem Frust schaut er auf das vergangene Jahr zurück, denn die Schüler mögen den auf sie verstaubt und unmodern wirkenden Pauker überhaupt nicht. Chips ist daher froh, dass die Sommerferien beginnen. Gleich zu Beginn lernt er im Speisesaal des Savoy-Hotels die Soubrette Katherine Bridges kennen. Sie ist das absolute Gegenteil von ihm: Sprühend, überschwänglich und extrovertiert. Mr. Chips ist einerseits fasziniert von der jungen Dame, andererseits auch ein wenig eingeschüchtert. Während seiner Bildungsreise nach Italien, die den Lehrer, auf den Spuren der Antike, auch zu den Ruinen von Pompeji führt, trifft er ausgerechnet hier Katherine wieder. Sie entfloh – enttäuscht von ihrem Karriereverlauf und betrübt von ihren stets unglücklich verlaufenden Romanzen – England aus anderen Gründen und entschied sich für eine Kreuzfahrt ins Mittelmeer. Und so fügt es sich, dass Mr. Chips schließlich Katherines Touristenführer wird.
Trotz der großen Unterschiede in ihren Persönlichkeiten verlieben sich die beiden ungleichen Briten ineinander und heiraten. Als Mr. und Mrs. Chips nach Brookfield heimkehren, ist die Überraschung unter der Schüler- wie auch Lehrerschaft riesengroß. Keiner seiner Schüler hätte je damit gerechnet, dass der bisher als so langweilig gescholtene Mr. Chips eine derart glamouröse Frau heimführt. Die pubertierenden Jungs himmeln „Mrs. Chips“ geradezu an. Lord Sutterwick, großzügiger Mäzen der Schule, sieht dies hingegen völlig anders. Er weiß von Katherines schillernder Vergangenheit und droht Chips damit, ihn aus der Lehrerschaft auszuschließen. Da Katherine wiederum von einem dunklen Fleck in Sutterwicks Vergangenheit weiß und dessen ehemalige Geliebte, die schrille und sehr selbstbewusste Ursula Mossbank, eine enge Freundin Katharines, nach Brookfield anlässlich der Feier zum Gründertag der Schule einlädt, lässt der Lord sehr rasch von seiner Drohung einer Entlassung Chippings ab. Immerhin kann der Lord erfolgreich verhindern, dass Chips zeitnah zum Schuldirektor aufsteigt.
Mr. und Mrs. Chipping verleben ein harmonisches und schönes Leben miteinander, das erst vom Kriegsausbruch 1939 schwer getrübt wird. Eines Tages im Jahre 1944 schlägt eine deutsche V1-Rakete gerade dort ein, wo Katherine britische Soldaten im Rahmen eines Truppenbetreuungsprogramms unterhält. Katherine kommt dabei ums Leben. Sie erhält auch nicht mehr die am selben Tag versendete Nachricht ihres Gatten, dass dieser nun endlich den Posten des Schuldirektors angeboten bekommen hat. Nun ist Mr. Chips wieder ganz allein; ihm bleiben nur noch die Erinnerungen an ein erfülltes Leben. Schließlich geht er in Rente, verbringt aber seinen Lebensabend ganz in der Nähe seiner geliebten Lehranstalt.

## Produktionsnotizen
Die Dreharbeiten zu Goodbye, Mr. Chips fanden in der zweiten Jahreshälfte 1968 an zahlreichen Orten in Italien (Kampanien, Capaccio, Neapel, Paestum, Pompeji und Positano) und Großbritannien (neben London vor allem Sherborne, wo die hiesige Schule zur Brookfield School wurde) statt. Am 5. November 1969 erfolgte die Welturaufführung in New York City, die deutsche Erstaufführung fand am 26. März 1970 statt.
Mort Abrahams übernahm die Produktionsleitung. Die Filmbauten entwarf Ken Adam, ausgeführt von Maurice Fowler. Julie Harris gestaltete die Kostüme. Brian West diente als Kameramann der Second Unit Chefkameramann Oswald Morris.

## Vorproduktion
Seit 1951 gab es bei der MGM Planungen für eine Neuverfilmung des großen Leinwanderfolges von 1939, die aber immer wieder verschoben wurde. Nachdem 1964 mit My Fair Lady und Mary Poppins gleich zwei Musicalverfilmungen erfolgreich angelaufen waren, tauchte der Plan eines Musical-Remakes aus der Versenkung auf und man wollte den Film mit My Fair Lady-Star Rex Harrison und Mary Poppins-Star Julie Andrews unter der Regie des musikfilmerfahrenen Vincente Minnelli drehen. Dazu kam es ebenso wenig wie zu der Neuverfilmung mit Richard Burton und Lee Remick. Diesmal sollte der ehemalige Tänzer Gower Champion inszenieren. Schließlich kam man auf O’Toole und die frisch zu Filmmusicalruhm gekommene Petula Clark, die 1968 an der Seite von Fred Astaire in Francis Ford Coppolas Der goldene Regenbogen reüssiert hatte. Noch im selben Jahr begannen die Dreharbeiten.

## Wissenswertes
Anders als in dem Roman und bei der Erstverfilmung 1938/39 bezieht die Lebensgeschichte des Mr. Chips hier auch die gesamte Dauer des Zweiten Weltkriegs mit ein.

## Musik/Lieder
Folgende Lieder von Leslie Bricusse (Komposition und Text) wurden gespielt:
- „Fill the World With Love“
- „Where Did My Childhood Go?“
- „London Is London“
- „And the Sky Smiled“
- „Apollo“
- „When I Am Older“
- „Walk Through the World“
- „What Shall I Do With Today?“
- „What a Lot of Flowers“
- „Schooldays“
- „When I Was Younger“
- „You and I“

## Preise/Nominierungen (Auswahl)
- Peter O’Toole erhielt eine Nominierung für den Oscar als Bester Hauptdarsteller und wurde in ebendieser Kategorie mit dem Golden Globe Award, dem David-di-Donatello-Filmpreis und dem NBR Award ausgezeichnet.
- John Williams und Leslie Bricusse erhielten je eine Nominierung für einen Oscar für die Beste Filmmusik, Bricusse eine weitere Nominierung für seine Lieder bei den Golden Globes.
- Auch Siân Phillips wurde bei den Golden Globes, als Beste Nebendarstellerin, für einen Preis nominiert. In dieser Kategorie gewann sie 1970 den National Society of Film Critics Award.

## Synchronisation
| Rolle              | Darsteller       | Synchronsprecher       |
| ------------------ | ---------------- | ---------------------- |
| Arthur Chipping    | Peter O’Toole    | Friedrich Schoenfelder |
| Katherine Bridges  | Petula Clark     | Eva Pflug              |
| Schuldirektor      | Michael Redgrave | Paul Klinger           |
| Ursula Mossbank    | Siân Phillips    | Gisela Trowe           |
| Lord Sutterwick    | George Baker     | Jürgen Thormann        |
| Frau des Direktors | Alison Leggatt   | Tina Eilers            |
| Johnny Longbridge  | Michael Culver   | Claus Jurichs          |

## Kritiken
„Eine bombastische Version mit Liedern, wo sie nicht benötigt werden.“

Der Movie & Video Guide lobte zwar O’Tooles darstellerische Leistung, schimpfte aber über Petula Clarks Interpretation der Katherine, diese sei „oberflächlich und albern“ und befand, dass „die mittelmäßigen Songs auch nicht helfen“ würden.
Halliwell's Film Guide nannte den Streifen „langsam und schmalzig, mit keiner einzigen sichtbaren Verbesserung.“
Das Lexikon des Internationalen Films befand: „Romantisch-sentimentale Bestsellerverfilmung mit Musical-Elementen. Bemerkenswert die Darstellung der kauzigen Hauptfigur durch Peter O’Toole.“